# Amtsgericht Lauenburg (Pommern)
Das Amtsgericht Lauenburg (Pommern) war ein preußisches Amtsgericht mit Sitz in Lauenburg, Provinz Pommern.

## Geschichte
In Lauenburg bestand von 1849 bis 1879 das Kreisgericht Lauenburg. Das königlich preußische Amtsgericht Lauenburg wurde mit Wirkung zum 1. Oktober 1879 als eines von sieben Amtsgerichten im Bezirk des Landgerichtes Stolp im Bezirk des Oberlandesgerichtes Stettin gebildet. Der Sitz des Gerichtes war Lauenburg. Sein Gerichtsbezirk umfasste den Kreis Lauenburg i. Pom. sowie aus dem Kreis Stolp die Amtsbezirke Bochowke, Coose, Langeböse, Schurow und Stohentin, der Amtsbezirk Mickrow ohne den Gemeinde- und Gutsbezirk Carwen, der Amtsbezirk Zezenow ohne den Gutsbezirk Prebenow und der Amtsbezirk Klein-Gluschen ohne den Gemeinde- und Gutsbezirk Rexin. Am Gericht bestanden 1880 fünf Richterstellen. Das Amtsgericht war damit ein großes Amtsgericht im Landgerichtsbezirk. Am Amtsgericht bestand eine Strafkammer.
Im Jahre 1945 wurden der größte Teil Pommerns, darunter der Sprengel des Amtsgerichtes Lauenburg, unter polnische Verwaltung gestellt und die deutschen Bewohner vertrieben. Damit endete die Geschichte des Amtsgerichtes Lauenburg. Unter polnischer Verwaltung entstand das Sąd Rejonowy w Lęborku (1950–1975: Sąd Powiatowy w Lęborku).